# Arte dei Vaiai e Pellicciai
L'Arte dei Vaiai e Pellicciai è stata una delle sette Arti Maggiori di Firenze.

## Storia

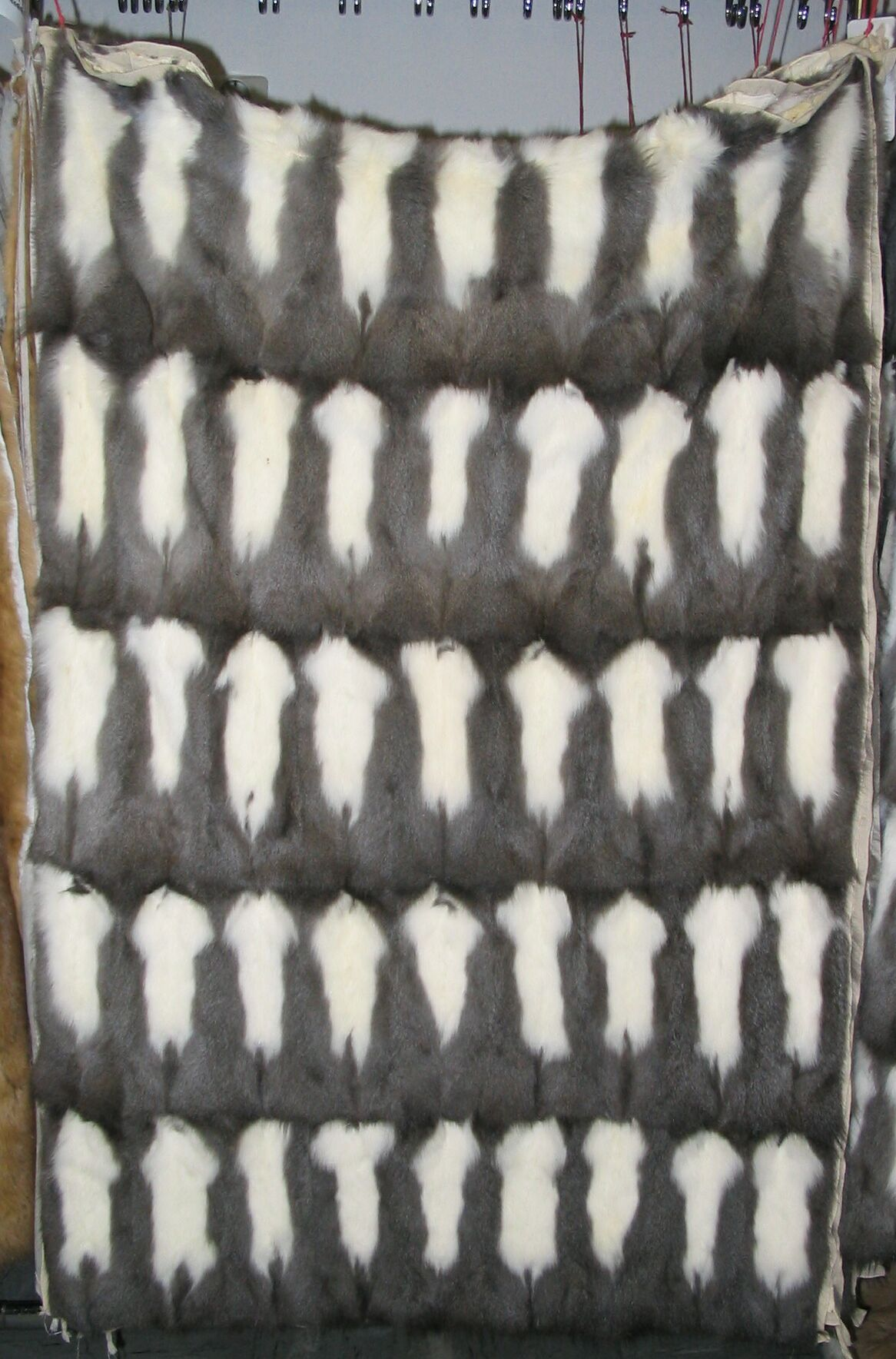
Pelliccia di vaio

Nonostante l'attività dei membri appartenenti a questa corporazione fosse documentata fin dalla prima metà del XII secolo, l'Arte dei Vaiai e Pellicciai ottenne il riconoscimento tra le Arti Maggiori di Firenze per ultima, agli inizi del Trecento, quando gli iscritti risultavano essere quasi duecento, guidati da quattro consoli.
Le botteghe di questi artigiani si concentravano soprattutto intorno all'odierna via Pellicceria; la lavorazione di queste materie pregiate era un'attività molto redditizia, dato che per secoli, certi tipi di pelliccia furono considerati simbolo di stato sociale o di rango politico, che foderavano o rivestivano gli abiti ed i copricapo degli appartenenti ai ceti più elevati, come il vaio o la pelliccia di lupo (quest'ultima distintiva per i Priori delle Arti).
Forse è per questo motivo che la corporazione non volle mai immatricolare quegli artigiani che lavoravano le pelli di scarso pregio, come i cerbolattari che confezionavano le pellicce di capra, acquistate in pratica solo dagli abitanti del contado per ripararsi dal freddo.
Nonostante il grande sviluppo nella produzione e nel commercio di questi articoli di lusso, comunque, i pellicciai fiorentini subirono per tutto il Trecento la concorrenza di altri paesi che disponevano di un porto; la conquista di Pisa nel 1406 consentì di abbattere sensibilmente le spese di trasporto che gravavano sulla produzione e ciò consentì all'Arte di raggiungere la supremazia nel settore.
Come le altre Arti fiorentine, venne soppressa nel 1770 da Pietro Leopoldo.

## Organizzazione interna

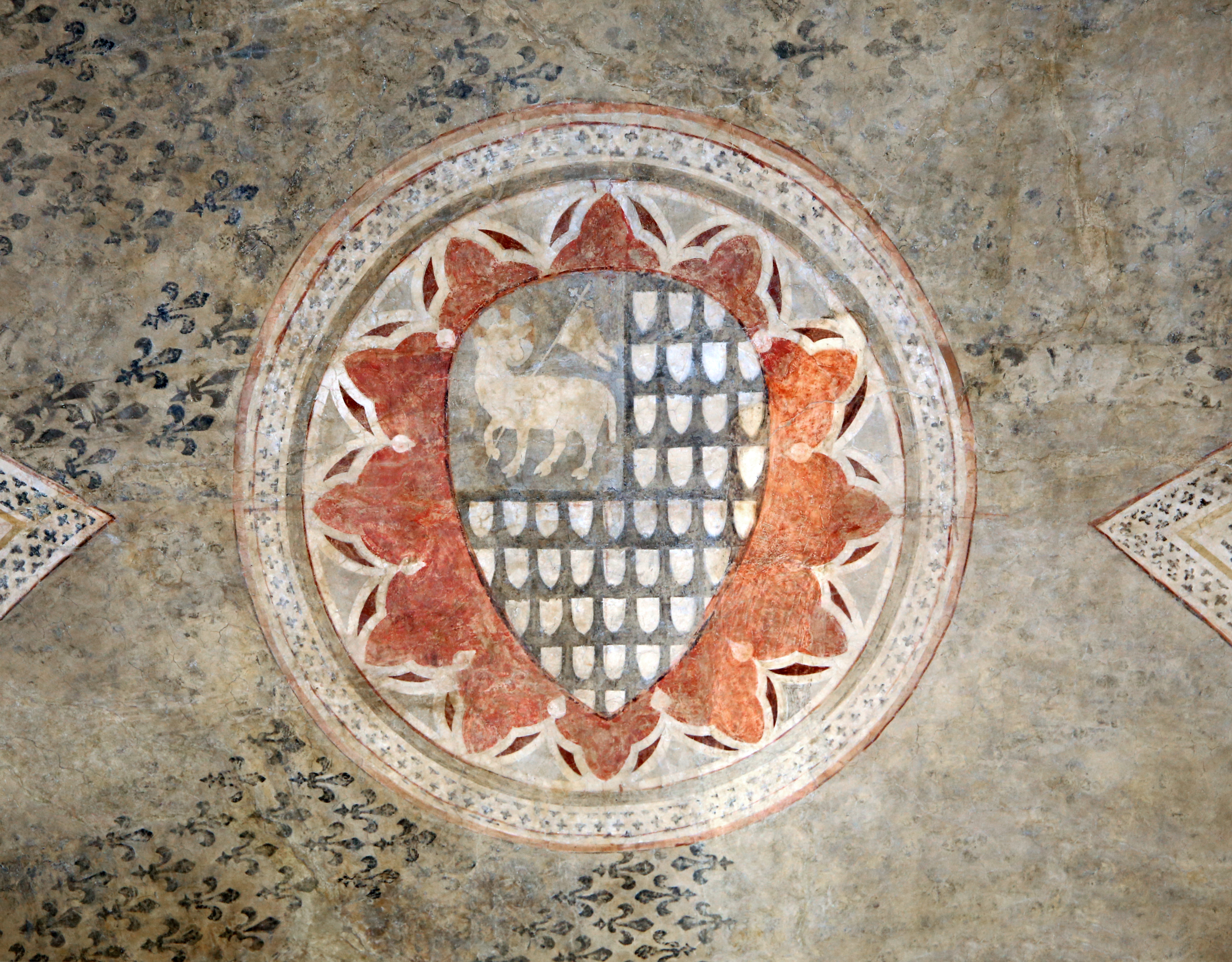
Stemma dell'Arte nella volta della sala dell'Udienza nella residenza in via Lambertesca

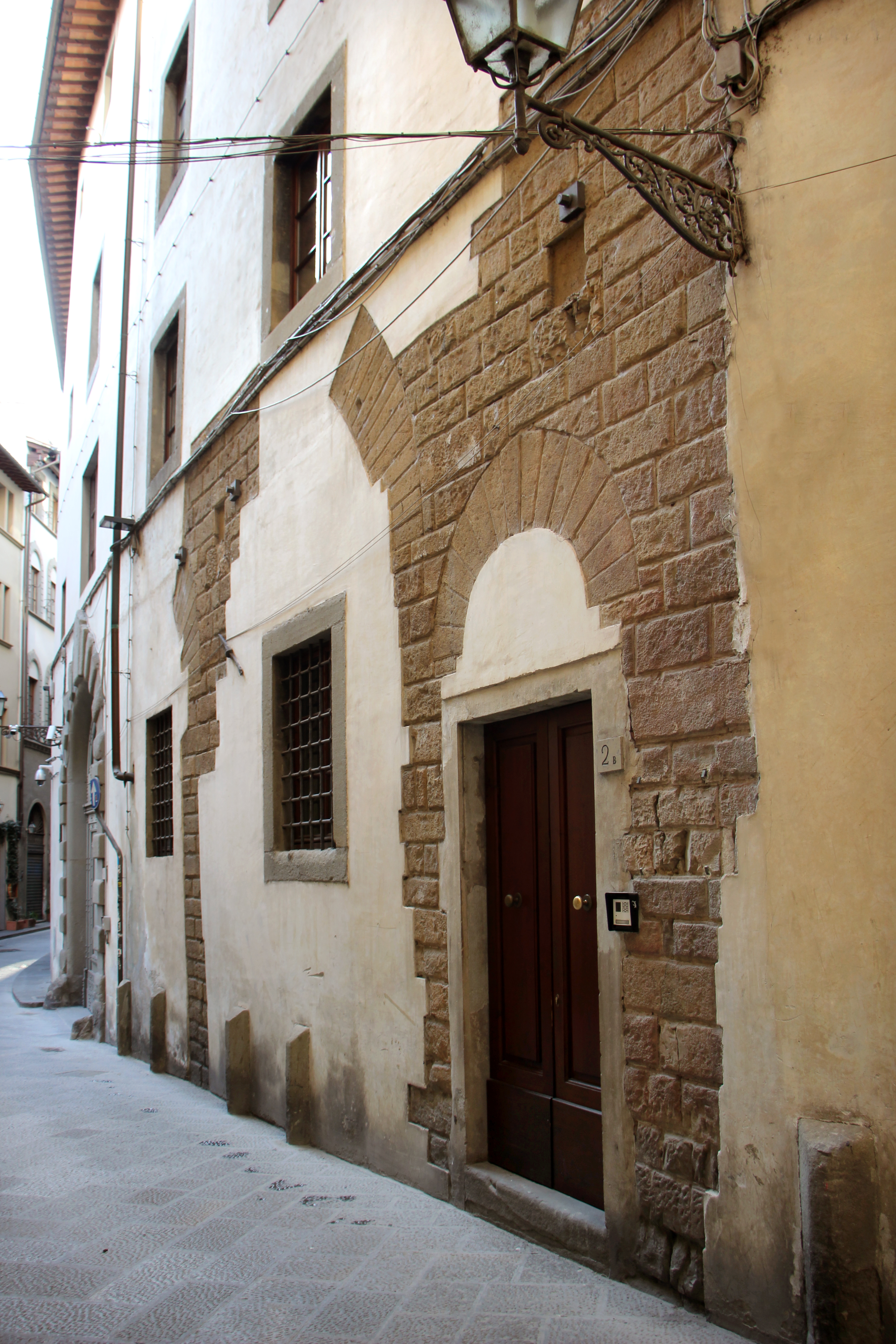
Porta della residenza in via Lambertesca

La pelliccia era un bene di uso molto più diffuso che oggi, poiché rappresentava il modo più comune per ripararsi dal freddo in inverno, necessaria a chi faceva un lavoro stando seduto molte ore a un tavolino, un banco, una cattedra o una scanna, e quindi prelati, notai, magistrati, professori. Le famiglie dei ceti più alti ricoprivano le pareti delle loro case con pellicce di vaio (tanto da diventare un elemento decorativo riprodotto anche in pittura), mentre i ceti medi si accontentavano delle coperte foderate. Il poeta Folgóre da San Gimignano ad esempio, nel descrivere la vita in inverno, ricordava l'utilità di «lenzuol di seta e coperto di vaio», e Petrarca lasciò nel suo testamento cinquanta fiorini al Boccaccio perché si comprasse una zimarra impellicciata. 
L'ostentazione delle pellicce più pregiate, soprattutto per le donne, era comunque vietata dalle leggi suntuarie, sebbene esistessero vari modi per eludere i divieti, nascondendole nelle fodere o facendole passare per non pregiate, come ricorda anche Franco Sacchetti nella novella del "lattizzo" (Trecentonovelle CXXXVII).
Quasi tutte le pelli di maggior pregio provenivano dall'estero, per cui i pellicciai fiorentini importavano le pelli degli animali dall'Europa continentale e dal Medio Oriente; il vaio era fatto con il manto dello scoiattolo grigio e bianco tipico delle foreste della Bulgaria e della Russia e la sua caratteristica lavorazione, ottenuta alternando un dorso ed una pancia di questi animaletti, dava vita a quella che fu la pelliccia araldica per antonomasia, usata per guarnire sia mantelli che cappelli.
Successivamente anche la pelliccia di ermellino venne impiegata come pezza araldica, bianchissima e dai caratteristici pois neri, oppure sempre come capo di abbigliamento estremamente costoso e ricercato, sul quale venivano cucite le code dell'animale come pendaglio.
Scoiattoli ed ermellini non erano però gli unici animali da cui si ricavavano le pellicce; si cacciavano anche visoni, volpi, orsi, lupi e montoni e per chi non poteva permettersi di spendere tanto, le più economiche erano quelle di cane, di gatto o di coniglio.
La lavorazione delle pellicce prima della confezione dei capi consisteva essenzialmente nella conciatura, che poteva essere eseguita in due modi distinti, a seconda del tipo di pelle da trattare:
- a morticcio; era in genere praticata sulle pelli d'importazione e di animali di piccola taglia, che dovevano giungere già perfettamente asciutte sul lato della carne dell'animale, per evitare che durante le fasi successive di lavorazione il pelo si staccasse a causa dell'umidità. Le pelli venivano messe a bagno per una notte intera, poi lavate e pettinate per eliminare ogni eventuale residuo dal manto e rimesse a bagno in un'altra vasca contenente acqua, sale e farina, dove sarebbero state tenute "a mollo" dai 15 ai 30 giorni (a seconda della stagione e del tipo di pelliccia), in questa sorta d'impasto detto appunto morticcio. Una volta tolte, le pelli erano messe ad asciugare e battute finché non fosse stata eliminata tutta la farina seccatasi sul pelo, che ad operazione conclusa sarebbe risultato lucidissimo.
- a crudo; era in genere praticata sulle pelli ancora fresche provenienti direttamente dal macello della città, sulle quali si procedeva subito alla scarnitura, ossia l'eliminazione della carne residua ancora attaccata al manto dell'animale; in seguito le pelli venivano lavate con un composto di sapone, olio e sale detto liscia e poi unte con olio o burro. A questo punto le pelli erano messe dentro un barile riempito di semola ed il conciatore vi saliva sopra battendole con i piedi, in modo che la semola assorbisse tutta l'untosità del pelo, asciugandolo e rendendolo morbido ed elastico.

Le pelli conciate erano così pronte per essere lavorate dai pellicciai, che le riflessavano (accostando quelle con la medesima sfumatura di colore) e le cucivano per i fianchi, rappezzando i punti con scarsità di pelo, per dare al manto un aspetto uniforme ed omogeneo.
Le code di vaio invece venivano impiegate soprattutto per la produzione dei pennelli destinati ai pittori.

## Patronati
La corporazione scelse san Jacopo come santo protettore e commissionò una statua a Niccolò di Pietro Lamberti, eseguita intorno al 1422.